# I Heard the Bells on Christmas Day
"I Heard the Bells on Christmas Day" är en julsång baserad på en dikt, "Christmas Bells", från 1863, skriven under amerikanska inbördeskriget av Henry Wadsworth Longfellow. Den publicerades ursprungligen i februari 1865 i tidskriften Our Young Folks. 
1872 tonsattes dikten av John Baptiste Calkin, till en melodi han använt 1848. En alternativ tonsättning har gjorts av Joseph Mainzer.

### Fotnoter
1. ↑  "The Christmas Carol Soldier", läst 24 december 2014 Arkiverad 24 december 2014 hämtat från the Wayback Machine. from The Sons of Union Veterans
2. 1 2  ”I Heard the Bells on Christmas Day” (på engelska). Hymns and Carols of Christmas. 13 mars 1872. http://www.hymnsandcarolsofchristmas.com/Hymns_and_Carols/i_heard_the_bells_caulkin.htm. Läst 24 december 2014.